# Cyrtonastes
Cyrtonastes es un género de escarabajos de la familia Chrysomelidae. En 1874 Fairmaire describió el género. Esta es la lista de especies que lo componen:
- Cyrtonastes grandis Lopatin in Lopatin & Konstantinov, 1994
- Cyrtonastes lacedaemonis Berti & Daccordi, 1974
- Cyrtonastes peloponnesiacus Berti & Daccordi, 1974
- Cyrtonastes ruffoi Berti & Daccordi, 1974
- Cyrtonastes seriatoporus Fairmaire, 1880
- Cyrtonastes weisei Reitter, 1884
- Cyrtonastes zazynthi Berti & Daccordi, 1974